# Xinzhu (köpinghuvudort i Kina, Hainan Sheng, lat 19,62, long 110,21)
Xinzhu är en köpinghuvudort i Kina. Den ligger i provinsen Hainan, i den södra delen av landet, omkring 49 kilometer söder om provinshuvudstaden Haikou. Antalet invånare är 15 863. Befolkningen består av 7 461 kvinnor och 8 402 män. Barn under 15 år utgör 22,0 %, vuxna 15-64 år 66 %, och äldre över 65 år 11,0 %.
Runt Xinzhu är det ganska tätbefolkat, med 230 invånare per kvadratkilometer. Närmaste större samhälle är Dongshan, 14,7 km norr om Xinzhu. I omgivningarna runt Xinzhu växer huvudsakligen savannskog.
Genomsnittlig årsnederbörd är 2 382 millimeter. Den regnigaste månaden är juli, med i genomsnitt 350 mm nederbörd, och den torraste är januari, med 21 mm nederbörd.